# Malcolm III.
Malcolm III., skotskou gaelštinou Maol Callum á chinn mhoir, v poangličtěné podobě Malcolm Canmore, česky Malcolm Velkohlavý (1033 – 13. listopad 1093, Alnwick) byl král Skotska (Alby) v letech 1058–1093.

## Původ
Malcolm byl synem skotského krále Duncana I. Roku 1042, dva roky po bitvě u Burgheadu, ve které padl jeho otec, odešel devítiletý Malcolm v doprovodu své matky do exilu v Anglii. Zde žil na královském dvoře krále Hardiknuta a poté dospěl u dvora krále Eduarda. Dostalo se mu patřičného vzdělání a výchovy. Z jazyků ovládal rodnou skotskou gaelštinu, dále anglosaštinu, normanskou francouzštinu a latinu. S největší pravděpodobností uměl hovořit i dánsky, jelikož jeho matka byla dánskou šlechtičnou.
V roce 1045 se ve Skotsku postavil Malcolmův děd Crínán z Dunkeldu do čela spiknutí proti vládnoucímu králi Macbethovi. Crínán byl ale poražen a zabit a jeho vnuk Malcolm musel i nadále zůstat v exilu.

## Pochybný nárok na trůn
Malcolm vyrůstal v zemi, jejíž zvyky a zákony se od těch skotských značně lišily. V Anglii tak například v otázce následnictví platil systém primogenitury, zatímco v Malcolmově rodném Skotsku volební systém tanistry.
Pod vlivem své anglické výchovy a vzdělání, ale Malcolm došel k závěru, že jako nejstarší syn zabitého Duncana I. má nezpochybnitelné právo zdědit jeho titul. Z pohledu skotského (keltského) práva byl však jeho požadavek neoprávněný. Malcolm se ale nehodlal svého údajného práva vzdát a podporu našel u anglického krále Eduarda. Ten mu poskytl vojsko a velením invazní armády pověřil Hraběte Siwarda z Northumbrie. Za svou pomoc si vymínil slib, že poté, co se stane skotským králem, uzná svrchovanost anglického krále nad Skotskem.

## Vpád do Skotska
Po dvanácti letech v exilu pronikl roku 1054 Malcolm a jeho armáda do Skotska. Invazní vojsko tvořili Anglosasové a Dánové. Tažení nebylo příliš úspěšné, jelikož Malcolm byl nakonec ustanoven králem pouze v nejjižnější provincii Skotska Cumbrii. Následujícího roku navíc zemřel Siward z Northumbrie a Malcolm ztratil svého největšího zastánce.
Novým northumbrijským hrabětem se stal Tostig Godwinson, Malcolmův přítel z let dospívání, který se rozhodl další plány na invazi do Skotska podpořit. Válečné úsilí tak mohlo nerušeně pokračovat. Po třech letech od započetí bojů byla konečně 15. srpna 1057 svedena rozhodující bitva u Lumphananu, v níž padl dosavadní skotský král Macbeth.
Malcolmův mocenský plán ale nevyšel, protože novým králem byl zvolen Macbethův nevlastní syn Lulach. Tato volba, stejně jako předcházející tři roky zuřivé skotské obrany, jsou důkazem toho, že Malcolm byl v zemi vnímán jako uzurpátor a nepřítel, zatímco oblíbený a respektovaný Macbeth byl považován za právoplatného vládce. Po dalších sedmi měsících se situace změnila. 17. března 1058 byl Lulach zabit u Essie v dnešním Aberdeenshire. 25. dubna 1058 byl po třech letech krvavých bojů korunován Malcolm ve Scone biskupem Tuthaldem jako král Malcolm III.

## Doba radikálních změn
Za vlády Malcolma III. došlo v institucích království, ve zvycích, v zákonech, v majetkových vztazích a v keltské křesťanské církvi k zásadním změnám. Starý keltský společenský řád byl postupně vytlačován a nahrazován feudálním systémem. Na všech změnách, které Malcolm prosazoval, se projevil vliv jeho anglické výchovy. Keltský systém byl již dříve ovlivňován působením křesťanské církve, ale třeba princip primogenitury a soukromého vlastnictví se ujal až za jeho vlády.
Nové myšlenky nalezly své obhájce především v řadách velitelů a vojáků, kteří pomohli získat pro Malcolma skotský trůn. Těm byly za odměnu propůjčeny pozemky, úřady a šlechtické tituly. Tito angličtí, dánští a normanští žoldnéři zaváděli na svých nově získaných územích feudální zvyklosti, na které byli zvyklí z Anglie. Za vlády Malcolma III. bylo také hlavní město Skotska přeneseno ze Scone do Edinburghu.

## Manželství s Markétou
Po smrti své první ženy Ingebjorg se oženil s Markétou, dcerou Eduarda Vyhnance a sestrou jednoho z uchazečů o anglický trůn Edgara Æthelinga. Ta se v následujících letech postarala o to, aby se skotská církev podřídila církvi římské a přijala její podobu křesťanství. Měla na svého manžela značný vliv a ten jí nechal naprostou volnost v reorganizaci skotské církve a královského dvora. Na její popud také podporoval nároky jejího bratra na anglický trůn.

## Boje s Anglií
| „                 | ...nařídil svým vojákům, aby už nadále anglický národ nešetřili... aby Angličany odváděli do zajetí pod jhem věčného otroctví... | “ |
| — Šimon z Durhamu | |   |

Celkem čtyřikrát vpadl do Anglie, ale roku 1072 byl Vilémem Dobyvatelem donucen se podrobit a uznat ho za svého pána. Za sedm let zaútočil na anglická území znovu, především na Northumbrii, nebyl úspěšný a následně přišel o jižní skotskou provincii Cumbrii, kterou anektoval syn Viléma Dobyvatele Vilém II. Malcolm s ním chtěl uzavřít mírovou dohodu, ale ten setkání odmítl. Ponížený Malcolm se stáhl zpět do Skotska a zanedlouho vtrhl ještě jednou do Northumbrie. 16. listopadu 1093 byl Malcolm zabit v bitvě u Alnwicku. Pohřben byl v Tynemouth, ale později nechal jeho syn Alexandr tělo exhumovat a pohřbít v benediktinském opatství Dunfermline.
Malcolm se stal prvním skotským králem, jehož ostatky nespočinuly na posvátném ostrově Iona. V bitvě u Alnwicku byl smrtelně zraněn i Malcolmův nejstarší syn Eduard, který nedlouho po bitvě zemřel v Jedburghu. Královna Markéta zemřela tři dny poté, co se k ní tyto zprávy donesly. Je pohřbena po manželově boku v Dunfermline.

## Boje o trůn
Po Malcolmově smrti byli ze Skotska vyhnáni jemu oddaní angličtí, dánští a normanští oblíbenci. Tradičním keltským volebním systémem tanistry byl ve Scone zvolen králem Malcolmův bratr Donald. Ten nechal ze země vyhnat děti Malcolma a Markéty, což se ale nelíbilo anglickému králi Vilému. Ten si nepřál nezávislé a samostatné Skotsko a rozhodl se dosadit na skotský trůn někoho, kdo uzná anglickou svrchovanost. Obrátil se tedy na Malcolmova syna z prvního manželství Duncana, který byl již léta vychováván na anglickém královském dvoře.
Poskytl mu armádu a Duncan roku 1094 dosáhl Edinburghu. Duncan se prohlásil dědičným králem Skotska jako Duncan II. 12. listopadu 1094 byl Duncan II. zabit a k moci se vrátil jeho strýc Donald, který vládl ve Skotsku další tři roky, během nichž se snažil obnovit v zemi původní keltské zvyky, zákony a systém držení půdy.